# Diocesi di Erie
La diocesi di Erie (in latino Dioecesis Eriensis) è una sede della Chiesa cattolica negli Stati Uniti d'America suffraganea dell'arcidiocesi di Filadelfia. Nel 2023 contava 194.456 battezzati su 810.232 abitanti. È retta dal vescovo Lawrence Thomas Persico.

## Territorio
La diocesi comprende 13 contee nella parte nord-occidentale dello stato della Pennsylvania, negli Stati Uniti: Cameron, Clarion, Clearfield, Crawford, Elk, Erie, Forest, Jefferson, McKean, Mercer, Potter, Venango e Warren.
Sede vescovile è la città di Erie, dove si trova la cattedrale di San Pietro (Saint Peter).
Il territorio si estende su 25.734 km² ed è suddiviso in 94 parrocchie.

## Storia
La diocesi è stata eretta il 29 luglio 1853 con il breve Ex apostolici muneris di papa Pio IX,  ricavandone il territorio dalla diocesi di Pittsburgh.
Originariamente suffraganea dell'arcidiocesi di Baltimora, nel 1875 è entrata a far parte della provincia ecclesiastica di Filadelfia.

## Cronotassi dei vescovi
Si omettono i periodi di sede vacante non superiori ai 2 anni o non storicamente accertati.
- Michael O'Connor, S.I. † (29 luglio 1853 - 20 dicembre 1853 nominato vescovo di Pittsburgh)
- Joshua Maria (Moody) Young † (20 dicembre 1853 - 18 settembre 1866 deceduto)
- Tobias Mullen † (3 marzo 1868 - 15 settembre 1899 dimesso[2])
- John Edmund Fitzmaurice † (18 settembre 1899 succeduto - 11 giugno 1920 deceduto)
- John Mark Gannon † (26 agosto 1920 - 9 dicembre 1966 ritirato[3])
- John Francis Whealon † (9 dicembre 1966 - 28 dicembre 1968 nominato arcivescovo di Hartford)
- Alfred Michael Watson † (17 marzo 1969 - 16 luglio 1982 ritirato)
- Michael Joseph Murphy † (16 luglio 1982 succeduto - 2 giugno 1990 ritirato)
- Donald Walter Trautman † (2 giugno 1990 - 31 luglio 2012 ritirato)
- Lawrence Thomas Persico, dal 31 luglio 2012

## Statistiche
La diocesi nel 2023 su una popolazione di 810.232 persone contava 194.456 battezzati, corrispondenti al 24,0% del totale.
| anno | popolazione | popolazione | popolazione | presbiteri | presbiteri | presbiteri | presbiteri                | diaconi | religiosi | religiosi | parrocchie |
| anno | battezzati  | totale      | %           | numero     | secolari   | regolari   | battezzati per presbitero | diaconi | uomini    | donne     | parrocchie |
| ---- | ----------- | ----------- | ----------- | ---------- | ---------- | ---------- | ------------------------- | ------- | --------- | --------- | ---------- |
| 1949 | 153.691     | 766.873     | 20,0        | 302        | 199        | 103        | 508                       |         | 118       | 915       | 123        |
| 1966 | 220.285     | 853.167     | 25,8        | 313        | 294        | 19         | 703                       |         | 99        | 1.242     | 127        |
| 1970 | 209.206     | 874.471     | 23,9        | 325        | 269        | 56         | 643                       |         | 72        | 977       | 130        |
| 1976 | 207.238     | 857.035     | 24,2        | 320        | 273        | 47         | 647                       |         | 60        | 825       | 126        |
| 1980 | 223.000     | 877.000     | 25,4        | 329        | 278        | 51         | 677                       |         | 62        | 731       | 158        |
| 1990 | 213.749     | 875.000     | 24,4        | 265        | 241        | 24         | 806                       | 1       | 24        | 662       | 155        |
| 1999 | 229.659     | 874.900     | 26,2        | 259        | 244        | 15         | 886                       | 11      | 2         | 518       | 127        |
| 2000 | 233.586     | 871.612     | 26,8        | 245        | 231        | 14         | 953                       | 15      | 16        | 512       | 127        |
| 2001 | 230.016     | 865.041     | 26,6        | 239        | 224        | 15         | 962                       | 16      | 17        | 451       | 127        |
| 2002 | 227.162     | 874.057     | 26,0        | 239        | 225        | 14         | 950                       | 23      | 16        | 459       | 126        |
| 2003 | 225.197     | 874.057     | 25,8        | 230        | 221        | 9          | 979                       | 25      | 9         | 438       | 126        |
| 2004 | 225.607     | 874.057     | 25,8        | 222        | 213        | 9          | 1.016                     | 31      | 9         | 425       | 126        |
| 2006 | 230.000     | 890.000     | 25,8        | 210        | 202        | 8          | 1.095                     | 41      | 8         | 421       | 125        |
| 2010 | 221.508     | 851.955     | 26,0        | 188        | 182        | 6          | 1.178                     | 56      | 6         | 319       | 120        |
| 2012 | 221.550     | 868.000     | 25,5        | 193        | 186        | 7          | 1.147                     | 62      | 7         | 304       | 117        |
| 2013 | 224.000     | 874.000     | 25,6        | 183        | 176        | 7          | 1.224                     | 60      | 7         | 299       | 116        |
| 2016 | 202.239     | 842.661     | 24,0        | 167        | 161        | 6          | 1.211                     | 73      | 6         | 274       | 116        |
| 2019 | 198.249     | 826.036     | 24,0        | 164        | 160        | 4          | 1.208                     | 75      | 4         | 237       | 97         |
| 2021 | 195.243     | 813.513     | 24,0        | 164        | 160        | 4          | 1.190                     | 74      | 4         | 213       | 96         |
| 2023 | 194.456     | 810.232     | 24,0        | 163        | 158        | 5          | 1.192                     | 77      | 5         | 179       | 94         |